# 悪魔が来りて笛を吹く (1954年の映画)
『悪魔が来りて笛を吹く』（あくまがきたりてふえをふく）は1954年に公開された日本映画。
東映の重役スターであった片岡千恵蔵を主演に東京撮影所で制作。「三本指の男」に始まる片岡千恵蔵版金田一耕助シリーズの第4作目である。このシリーズでは、脚本家の比佐芳武のアイデアで、原作とは違った犯人が設定された。そのため大筋では原作通りだが、最後に目賀博士が犯人であったと明らかになる。
本作のフィルムプリントは長らく所在不明となっていたが、2024年2月に発見された。2025年1月26日、デジタル修復が終了し、丸の内TOEIにて復刻披露上映会が開催された。
等々力警部役の 岡譲二は、映画、テレビドラマで金田一耕助を演じている。

## ストーリー
複数の映画情報サイト（外部リンクの節に列挙されているKINENOTE・Movie Walker・映画.com）に掲載されている全く同一テキストのストーリー情報や、残されているシナリオの記述によると、原作から以下のように変更されている。
- 天銀堂事件は1950年（昭和25年）1月15日に発生しており、冒頭で白木静子がこの事件について観客に語りかける。
- 一彦は道楽息子という設定になっている。
- 砂占いで直後の玉虫殺害が予告される。
- 植辰の本名が村岡辰造と設定されており、お駒は娘ではなく妹である。小夜子に相当する人物は登場しない。植辰が玉虫伯爵を強請っていた設定は無く、終盤で金田一が証人として連れてくる。
- 椿家の執事として木下善四郎が登場、原作通り目賀博士と通じていた秌子が木下に心変わりしたことも犯行動機の1つになっている。
- 秌子と利彦との禁忌の子は宗二郎と名乗ってお駒の養子となるが夭折する。椿家財産横領を企む目賀博士が、植辰の子・治雄に自分が宗二郎であると信じ込ませて三島東太郎として椿家へ送り込み、英輔を自殺に追い込んだうえ、その亡霊を演出して玉虫伯爵、利彦、お駒、木下、秌子を殺害した。目賀博士は最後に拳銃を乱射して抵抗するが、逮捕された。
- 東太郎（村岡治雄）と美彌子は秘かに思いを寄せ合っており、最後に金田一が結びつける。

## キャスト
- 金田一耕助 - 片岡千恵蔵
- 椿燁子 - 三浦光子
- 椿美彌子 - 杉葉子
- 目賀（博士） - 佐々木孝丸
- 木下善四郎 - 加賀邦男
- 玉虫（伯爵） - 高田稔
- 菊江 - 喜多川千鶴
- 新宮利彦 - 原健策
- 新宮はな子 - 松浦築枝
- 新宮一彦 - 石井一雄
- 信乃 - 毛利菊枝
- お種（女中） - 千石規子
- 三島東太郎 - 塩谷達夫
- 白木静子 - 千原しのぶ
- 吉川辰吉 - 山口勇
- 村岡辰三 - 吉田義夫
- 常盤館おのぶ - 赤木春恵
- 等々力（警部） - 岡譲二

## スタッフ
- 監督 - 松田定次
- 企画 - 玉木潤一郎、坪井与
- 脚本 - 比佐芳武
- 原作 - 横溝正史「悪魔が来りて笛を吹く」
- 撮影 - 川崎新太郎
- 音楽 - 深井史郎
- 美術 - 角井平吉
- 録音 - 佐々木稔郎
- 照明 - 中山治雄
- 編集 - 宮本信太郎